# Rassoul Gamzatov
Rassoul Gamzatovitch Gamzatov (en russe : Расул Гамзатович Гамзатов ; en avar : ХӀамзатилазул Расул ХӀамзатил вас), né le 8 septembre 1923 dans l'aoul de Tsada (raïon de Khounzakh) au Daghestan et mort le 3 novembre 2003 à Moscou, est un poète avar et homme politique daghestanais et soviétique. 
Il fut nommé poète du peuple de la république socialiste soviétique autonome du Daghestan en 1959, héros du travail socialiste en 1974 et lauréat du prix Lénine en 1963 et du prix Staline en 1952. Il était membre du Parti communiste de l'Union soviétique depuis 1944.

## Biographie
Rassoul Gamzatov naît au sein d'une famille avare. Son père est le poète Gamzat Tsadassa (ru) (1877-1951), lauréat du prix Staline en 1951. Lui-même commence à écrire des vers en 1932 et publie à partir de 1937 dans la presse locale de langue avare. Son premier livre en langue avare est publié en 1943. Il devient instituteur en 1941, puis assistant metteur en scène au théâtre et journaliste de presse et de radio. 
De 1945 à 1950, il est étudiant à l'Institut de littérature Maxime-Gorki de Moscou, où il fait la connaissance du poète Naoum Grebnev (ru) (1921-1988), qui traduit ses poèmes en russe. Le plus connu est le poème Jouravli (Les Grues) qui parut dans Novy Mir et donna naissance en 1969 à une chanson célèbre dans toute l'Union soviétique, à la mémoire des soldats tombés pendant la Grande Guerre patriotique. Gamzatov lui-même traduit les grands auteurs de la littérature russe en langue avare, comme Pouchkine, Lermontov, Essénine ou Maïakovski.
En 1952, on lui attribue un prix Staline de 3e classe, pour le recueil de poèmes Année de ma naissance.
Gamzatov est par la suite élu député du Daghestan soviétique, puis député et membre du Soviet suprême.
Gamzatov a écrit plusieurs chansons traduites en russe, le poète a collaboré aussi avec des compositeurs connus, comme Yan Frenkel (qui mit en musique Jouravli), Dimitri Kabalevski, Raimonds Pauls, Youri Antonov, ou encore Alexandra Pakhmoutova. Elles ont été interprétées par des chanteurs tels qu'Anna German, Galina Vichnevskaïa, Mouslim Magomaïev, Yossif Kobzon, Valery Leontiev, Sofia Rotaru, ou Mark Bernes.
Gamzatov fit partie des comités de rédaction des journaux Novy Mir, Literatournaïa gazeta, Droujba narodov (Amitié des peuples), Literatournaïa Rossia, etc. De 1951 à sa mort, il présida l'Union des écrivains du Daghestan.
Pour l'anniversaire de ses quatre-vingt ans, il est invité à la résidence officielle Bocharov Ruchei sur les bords de la mer Noire par le président Vladimir Poutine qui lui remets l'Ordre de Saint-André.
Il meurt à Moscou. Il est enterré au petit cimetière musulman de Tarki au pied du mont Tarki-Taou, à côté de la tombe de sa femme. Il était père de trois filles.
En juillet 2013, son monument est inauguré sur le boulevard Yaouzski au centre de Moscou.

## Hommages
- (7509) Gamzatov, astéroïde.
- Prix littéraire russe Mikhaïl Lermontov en 2003